# Décès en juin 1944
Décès
- 1940
- 1941
- 1942
- 1943
- 1944
- 1945
- 1946
- 1947
- 1948

Pour une information complémentaire, voir la page d'aide.

| Date    | Nom                     | Pays                           | Activités                                                                                 | Âge | Source |
| ------- | ----------------------- | ------------------------------ | ----------------------------------------------------------------------------------------- | --- | ------ |
| 4 juin  | Fernand Herrmann        | Drapeau de la France           | Acteur français.                                                                          | 58  |        |
| 6 juin  | Henri Silvy             | Drapeau de la France           | Diplomate et officier français tué dans la campagne d'Italie, compagnon de la Libération. | 23  |        |
| 20 juin | Bessie Te Wenerau Grace | Drapeau de la Nouvelle-Zélande | Enseignante, directrice d'établissement scolaire et religieuse néo-zélandaise.            | 54  |        |